# مسجد اولو (ایلی‌سو)
مسجد اولو (به لاتین: Ulu Mosque) یک مسجد در جمهوری آذربایجان است که در ایلی‌سو واقع شده‌است.